# Flebotomins
Els flebotomins (Phlebotominae) són una subfamília de dípters nematòcers de la família dels psicòdids. Són responsables de la transmissió de diverses malalties infeccioses, entre las que destaca la leishmaniosi.

## Característiques
Es tracta de petits mosquits hematòfags amb una activitat principalment crepuscular (vespre i matinada). Són els principals vectors de la transmissió de la leishmaniosi, essent les espècies de Phlebotomus les responsables de la transmissió al Vell Món i Lutzomyia al Nou Món. Es troben endèmicament a àrees del Mediterrani i a regions tropicals i subtropicals. La seva morfologia es caracteritza per la presència d'un tòrax amb forma de gep i ales pil·loses amb mides properes al 5 mm de longitud.

### Reproducció i alimentació de la femella
Com a la majoria d'hematòfags només les femelles s'alimenten de sang tot i que hi ha algunes espècies que no requereixen ingesta de sang per a fer la posta.
Les proteïnes i altres nutrients de la sang que mengen permeten a la femella produir les proteïnes i greixos necessaris perquè produeixin ous després d'esgotar les seves reserves d'aliments corporals.
La posta sol incloure de 40 i 50 ous que dipositen en llocs foscos i humits; i rics en matèria orgànica en putrefacció. Les larves es nodreixen de residus orgànics i després fan una pupa que és pràcticament immòbil. L'adult acostuma a viure de 2 a 6 setmanes podent desplaçar-se pocs metres o alguns quilòmetres segons l'espècie. Tot i així el vent i la pluja en frenen la dispersió.

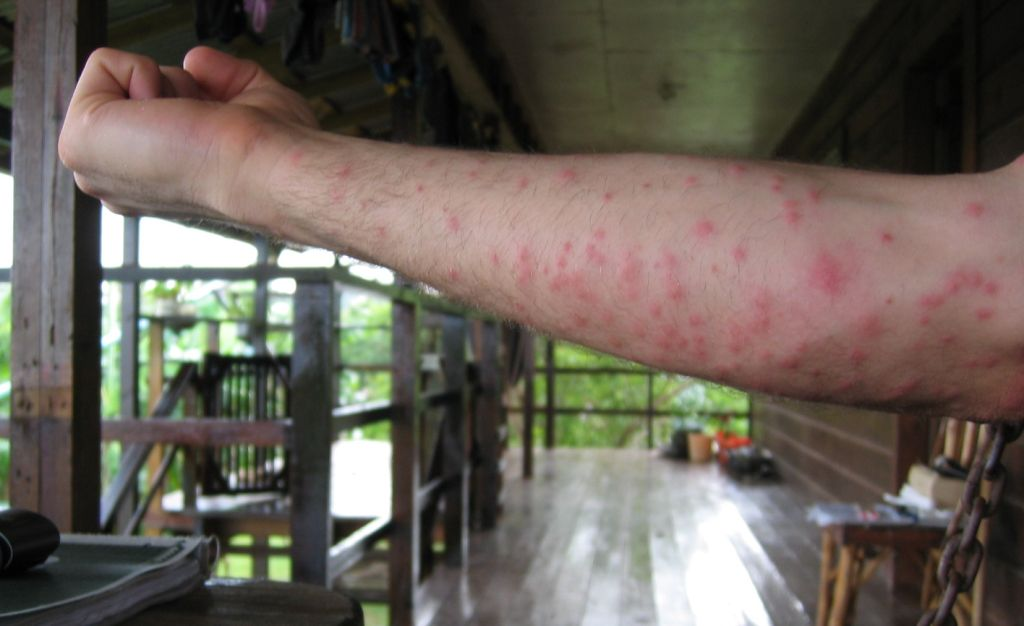
Picades rebudes en un període de vora una hora en un entorn domèstic sense repel·lent d'insectes. Són a prop perquè els flebotomins no són bons voladors. (Útila, Hondures, 2004)

## Gèneres
- Australophlebotomus Theodor, 1948
- Bichromomyia Artemiev, 1991
- Brumptomyia França & Parrot, 1921 (Mèxic fins sudamèrica)[3]
- Chinius Leng, 1985 (2 espècies: Xina i Tailàndia)
- Dampfomyia Addis, 1945
- Deanemyia Galati, 1995[4]
- Evandromyia Mangabeira, 1941[5]
- Edentomyia Galati, Andrade-Filho, da Silva & Falcão, 2003 (Brasil)
- Expapillata Galati, 1995[4]
- Hertigia Fairchild, 1949
- Idiophlebotomus Quate & Fairchild, 1961
- Lutzomyia França, 1924 (Amèrica)
- Martinsmyia Galati, 1995[4]
- Micropygomyia Barretto, 1962[6]
- Migonemyia Galati, 1995[4]
- Nyssomyia Barretto, 1962[6]
- Oligodontomyia Galati, 1995[4]
- Phlebotomus Rondani, 1995 & Berté, 1840 (Europa, Àfrica, Àsia, Austràlia)
- Pintomyia Costa Lima, 1932
- Pressatia Mangabeira, 1942
- Psathyromyia Barretto, 1962[6]
- Psychodopygus Mangabeira, 1941[7]
- Sciopemyia Barretto, 1962[6]
- Sergentomyia França & Parrot, 1920 (Europa, Àfrica, Àsia, Austràlia)
- Trichophoromyia Barretto, 1962[6]
- Viannamyia Mangabeira, 1941[8]
- Warileya Hertig, 1948 (Amèrica central i del sud)